# HyperNormalisation
HyperNormalisation es un documental de Adam Curtis emitido por la BBC desde el 16 de octubre de 2016 a través de BBC iPlayer.
En el documental, Curtis explica y argumenta como desde los años 1970, gobiernos financieros y utópicos tecnológicos se han rendido frente al "mundo real" y han construido un auténtico "mundo mentira", dirigido por corporaciones y mantenido estable por políticos.

## Etimología
El término hipernormalización se toma del libro de Alexei Yurchak (Alexei Yurchak) de 2006 Everything was Forever, Until it was No More: The Last Soviet Generation, sobre la paradoja de la vida en la Unión Soviética durante el último período comunista antes del colapso, cuando todo el mundo sabía que el sistema estaba cayendo pero nadie podía imaginar una alternativa al statu quo, y los políticos y los ciudadanos quedaban resignados a mantener un falso funcionamiento de la sociedad.  Con el tiempo, se convirtió en una profecía autocumplida y la "falsedad" aceptada por todos se volvió real, efecto que Yurchak llamó "hipernormalización".

## Capítulos
El documental consta de 9 capítulos.

## Banda sonora
La música incluye canciones como:
- Scuba Z – The Vanishing American Family
- Nine Inch Nails – Something I Can Never Have
- Yanka Diáguileva – My Sorrow is Bright
- Dmitri Shostakóvich – Suite for Jazz Orchestra No. 2: VI. Waltz 2, Part 6/8
- Ennio Morricone – La Tragedia Di Un Uomo Ridicolo
- Ennio Morricone – Lontano
- Ennio Morricone – The Thing: Humanity, Part 1
- City of Prague Philharmonic Orchestra – Poltergeist: Main Theme
- Worriedaboutsatan – Blank Tape
- Thomas Ragsdale – Warning Mass
- Pye Corner Audio – The Black Mill Video Tape
- Gavin Miller – Fotograf (part 2)
- Ghosting Season – Far End of the Graveyard (3am version)
- Suicide – Dream Baby Dream
- Burial – In McDonalds
- Barbara Mandrell – Standing Room Only
- Aphex Twin – Blue Calx